# FK Lovćen
Fudbalski Klub Lovćen Cetinje (serb. Фудбалски Клуб Ловћен Цетиње) – czarnogórski klub piłkarski z siedzibą w Cetynii. Został utworzony w 1913 roku. Obecnie występuje w Drugiej lidze Czarnogóry. Nazwa klubu pochodzi od Parku Narodowego Lovćen, który znajduje się niedaleko Cetynii.

## Stadion
Klub rozgrywa swoje mecze domowe na stadionie Stadion Obilića Poljana w Cetynii, który może pomieścić 5.000 widzów.

## Sezony
| Sezon                          | Liga                                             | Poziom | Miejsce |
| Federalna Republika Jugosławii |                                                  |        |         |
| 1999/00                        | Druga liga SR Јugoslavije – Grupa Zapad (Zachód) | II     | 15      |
| 2000/01                        | Druga liga SR Јugoslavije – Grupa Jug (Południe) | II     | 8       |
| 2001/02                        | Druga liga SR Јugoslavije – Grupa Jug (Południe) | II     | 9       |
| 2002/03                        | Druga liga SR Јugoslavije – Grupa Jug (Południe) | II     | 10      |
| Serbia i Czarnogóra            |                                                  |        |         |
| 2003/04                        | Crnogorska liga                                  | III    | 2       |
| 2004/05                        | Druga crnogorska liga                            | III    | 11      |
| 2005/06                        | Druga crnogorska liga                            | III    | 8 *     |
| Czarnogóra                     |                                                  |        |         |
| 2006/07                        | Druga liga                                       | II     | 1       |
| 2007/08                        | Prva liga                                        | I      | 6       |
| 2008/09                        | Prva liga                                        | I      | 8       |
| 2009/10                        | Prva liga                                        | I      | 6       |
| 2010/11                        | Prva liga                                        | I      | 8       |
| 2011/12                        | Prva liga                                        | I      | 6       |
| 2012/13                        | Prva liga                                        | I      | 9       |
| 2013/14                        | Prva liga                                        | I      | 2       |
| 2014/15                        | Prva liga                                        | I      | 6       |
| 2015/16                        | Prva liga                                        | I      | 9       |
| 2016/17                        | Prva liga                                        | I      | 11      |
| 2017/18                        | Druga liga                                       | II     | 3       |
| 2018/19                        | Prva liga                                        | I      | 9       |
| 2019/20                        | Druga liga                                       | II     | 9       |
| 2020/21                        | Treća liga – Juzna regija (grupa południowa)     | III    | ?       |

 * W wyniku przeprowadzonego 21 maja 2006 referendum niepodległościowego zadeklarowano  zerwanie dotychczas istniejącej federacji Czarnogóry z Serbią (Serbia i Czarnogóra). W związku z tym po sezonie 2005/06  wszystkie czarnogórskie zespoły wystąpiły z lig Serbii i Czarnogóry, a od nowego sezonu 2006/07 Lovćen Cetinje przystąpił do rozgrywek Drugiej crnogorskiej ligi.

## Sukcesy
- wicemistrzostwo Czarnogóry (1): 2014.
- mistrzostwo Drugiej crnogorskiej ligi (1): 2007 (awans do Prvej crnogorskiej ligi).
- 3. miejsce Drugiej crnogorskiej ligi (1): 2018 (awans do Prvej crnogorskiej ligi, po wygranych barażach).
- wicemistrzostwo Crnogorskiej ligi (1): 2004 (brak awansu do Prvej crnogorskiej ligi (II liga), po przegranych barażach).
- Puchar Czarnogóry:
  - zdobywca (1): 2014.
  - finalista (2): 2009 i 2019.

## Europejskie puchary
Legenda do wszystkich tabel:
- Q – runda eliminacyjna, 1/16, 1/8, 1/4, 1/2 – odpowiednia faza rozgrywek, Grupa – runda grupowa, 1r gr – pierwsza runda grupowa, 2r gr – druga runda grupowa, F – finał, R – runda, PO – play-off
- k. – rzuty karne, los. – losowanie, Dogr. – dogrywka, w. – zasada bramek strzelonych na wyjeździe

| Sezon   | Rozgrywki   | Runda | Klub           | Dom | Wyjazd | Ogólnie |
| ------- | ----------- | ----- | -------------- | --- | ------ | ------- |
| 2014/15 | Liga Europy | 1Q    | FK Željezničar | 0–1 | 0–0    | 0–1     |